# 175476 Macheret
175476 Macheret è un asteroide della fascia principale. Scoperto nel 2006, presenta un'orbita caratterizzata da un semiasse maggiore pari a 2,5952961 UA e da un'eccentricità di 0,1287546, inclinata di 5,67882° rispetto all'eclittica.